# Brad Grey
Bradley Alan Grey (Bronx, 1957. december 29. – 2017. május 14.) amerikai televíziós- és filmproducer, menedzser, a Paramount Pictures vezérigazgatója.

## Életpályája
Egy kereskedő legkisebb gyermekeként született. A New York Állami Egyetemen, Buffalóban tanult üzletet és kommunikációt. Egyetemi tanulmányai alatt az akkor koncertszervezőként tevékenykedő fiatalember, Harvey Weinstein kifutófiújaként dolgozott. Hétvégenként Manhattanbe utazott, hogy az Improvban fiatal komikusok után nézzen. Grey hozta Bob Saget-et New Yorkba, aki így első ügyfele lett .
Grey karrierje rövidesen beindult, mikor 1984-ben találkozott Bernie Brillstein menedzserrel San Franciscóban egy televíziós találkozón; a két férfi hamarosan megalapította a Brillstein-Grey Entertainment produkciós céget. Grey 1986-ban kezdte meg a televíziós produceri tevékenységét a Showtime sikerműsorával, az It's Garry Shandling's Show-val. A sikernek köszönhetően ezt követően az HBO-nak készítette a The Larry Sanders Show-t, és az ő nevéhez fűződik az ABC éjszakai talkshowja, a Politically Incorrect with Bill Maher.
Grey belevágott a filmezésbe is Adam Sandler egyik korai vígjátéka, a Happy, a flúgos golfos produceri teendőit ellátva. A tévében is folytatta a munkát a '90-es évek számos élvonalbeli és sikeres műsorával: a NewsRadio és a Just Shoot Me az NBC-nek, a Mr. Show az HBO számára és a The Steve Harvey Show a WB-nek mind a Brillstein-Grey logó alatt készültek. Szintén segítette az HBO számos alkalommal méltatott sorozata, a Maffiózók elkészültét executive producerként. A sorozat 2000-ben Golden Globe-díjat is nyert a Legjobb televíziós sorozat – Játékfilm kategóriában. Grey mozifilmjeinek szereplése változatos: a Golyóálló (1996), a Gyilkosok gyilkosa (1998), a Kutyaütők (2000) és A nőfaló UFÓ (2000) kudarcnak bizonyultak, míg a Nászok ásza (1998), a Horrorra akadva (2000), a Charlie és a csokigyár (2005) és A tégla (2006) szép eredményeket ért el.
1996-ban Brillstein eladta céges részvényeit Greynek, így Grey teljes felügyelethez jutott a munkálatokban; a vállalat televíziós műsorai ezt követően a "Brad Grey Television" produkciós név alatt futottak. 2002-ben Grey megalapította a Plan B-t Brad Pittel és Jennifer Anistonnal a Warner Bros.-nál. Miután Pitt és Aniston elváltak, Grey és Pitt a Paramount Pictures-hez vitték a céget, ahol Grey Sherry Lansing távozását követően vezérigazgató lett.
Az ezzel járó új teendői arra kényszerítették, hogy a többi produkciós cégét otthagyja.